# FIFA-Konföderationen-Pokal 2009
Der FIFA-Konföderationen-Pokal 2009 (englisch FIFA Confederations Cup 2009) war die sechste Ausspielung dieses interkontinentalen Fußball-Wettbewerbs für Nationalmannschaften unter diesem Namen und Obhut der FIFA und die achte insgesamt und fand vom 14. bis zum 28. Juni in Südafrika statt. Der Wettbewerb galt für den Gastgeber als Generalprobe für die ein Jahr später dort stattfindende Fußball-Weltmeisterschaft 2010.
Südamerikameister Brasilien gewann das Turnier im Finale gegen Gold-Cup-Sieger USA und war damit nach seinen Siegen 1997 und 2005 mit insgesamt drei Titeln alleiniger Rekordgewinner des Wettbewerbs.

## Spielorte
Als Austragungsorte wurden im Herbst 2006 fünf von neun Städten ausgewählt. In Frage kamen dabei die Hauptstadt Pretoria, Kapstadt mit dem Sitz des Parlamentes sowie dem halbjährigen Sitz der Regierung von Januar bis Juni, Johannesburg, Durban, Bloemfontein, Rustenburg, Polokwane, Nelspruit und Port Elizabeth. Im Juli 2008 wurde erklärt, dass das Nelson-Mandela-Bay-Stadion in Port Elizabeth nicht rechtzeitig fertiggestellt wird und der Pokal nur in den übrigen vier Stadien stattfindet.
Spielstätten waren dann folgende vier WM-Stadien, die allesamt modernisiert und erweitert wurden:
| Bloemfontein |

| Johannesburg |

| Pretoria |

| Rustenburg |

| Bloemfontein |

| Johannesburg |

| Pretoria |

| Rustenburg |

## Teilnehmer
Als Teilnehmer waren qualifiziert:
- Südafrika als Gastgeber
- Italien als Weltmeister 2006
- Spanien als Europameister 2008
- Brasilien als Sieger der Copa América 2007
- USA als Sieger des CONCACAF Gold Cup 2007
- Irak als Asienmeister 2007
- Ägypten als Afrikameister 2008
- Neuseeland als Ozeanienmeister 2008

| Gruppe A      | Gruppe B     |
| ------------- | ------------ |
| 1. Südafrika  | 1. USA       |
| 2. Irak       | 2. Italien   |
| 3. Neuseeland | 3. Brasilien |
| 4. Spanien    | 4. Ägypten   |

## Vorrunde
Die Auslosung fand am Samstag, dem 22. November 2008 in Johannesburg statt.

### Gruppe A
| Pl. | Land       | Sp. | S | U | N | Tore    | Diff. | Punkte |
| --- | ---------- | --- | - | - | - | ------- | ----- | ------ |
| 1.  | Spanien    | 3   | 3 | 0 | 0 | 008:000 | +8    | 09     |
| 2.  | Südafrika  | 3   | 1 | 1 | 1 | 002:200 | ±0    | 04     |
| 3.  | Irak       | 3   | 0 | 2 | 1 | 000:100 | −1    | 02     |
| 4.  | Neuseeland | 3   | 0 | 1 | 2 | 000:700 | −7    | 01     |

|                                       |   |            |           |
| 14. Juni um 16:00 Uhr in Johannesburg |   |            |           |
| Südafrika                             | – | Irak       | 0:0       |
| 14. Juni um 20:30 Uhr in Rustenburg   |   |            |           |
| Neuseeland                            | – | Spanien    | 0:5 (0:4) |
| 17. Juni um 16:00 Uhr in Bloemfontein |   |            |           |
| Spanien                               | – | Irak       | 1:0 (0:0) |
| 17. Juni um 20:30 Uhr in Rustenburg   |   |            |           |
| Südafrika                             | – | Neuseeland | 2:0 (1:0) |
| 20. Juni um 20:30 Uhr in Johannesburg |   |            |           |
| Irak                                  | – | Neuseeland | 0:0       |
| 20. Juni um 20:30 Uhr in Bloemfontein |   |            |           |
| Spanien                               | – | Südafrika  | 2:0 (0:0) |

In Gruppe A war Gastgeber Südafrika gleich nach dem Turnierfavoriten Spanien ein Kandidat für das Halbfinale. Im ersten Spiel gegen den Irak wussten die Afrikaner jedoch nicht zu überzeugen. Gegen gut stehende Iraker gelang es ihnen trotz klarer Feldüberlegenheit nicht, ein Tor zu erzielen. Jedoch tat sich auch der hochgehandelte Europameister in seinem zweiten Spiel schwer gegen den Asienmeister, was die Leistung von Südafrika relativierte. Am letzten Spieltag kam der Gastgeber trotz einer 0:2-Niederlage gegen Spanien noch weiter, da die offensivschwachen Iraker gegen Neuseeland kein Tor erzielten.

### Gruppe B
| Pl. | Land      | Sp. | S | U | N | Tore    | Diff. | Punkte |
| --- | --------- | --- | - | - | - | ------- | ----- | ------ |
| 1.  | Brasilien | 3   | 3 | 0 | 0 | 010:300 | +7    | 09     |
| 2.  | USA       | 3   | 1 | 0 | 2 | 004:600 | −2    | 03     |
| 3.  | Italien   | 3   | 1 | 0 | 2 | 003:500 | −2    | 03     |
| 4.  | Ägypten   | 3   | 1 | 0 | 2 | 004:700 | −3    | 03     |

|                                       |   |           |           |
| 15. Juni um 16:00 Uhr in Bloemfontein |   |           |           |
| Brasilien                             | – | Ägypten   | 4:3 (3:1) |
| 15. Juni um 20:30 Uhr in Pretoria     |   |           |           |
| USA                                   | – | Italien   | 1:3 (1:0) |
| 18. Juni um 16:00 Uhr in Pretoria     |   |           |           |
| USA                                   | – | Brasilien | 0:3 (0:2) |
| 18. Juni um 20:30 Uhr in Johannesburg |   |           |           |
| Ägypten                               | – | Italien   | 1:0 (1:0) |
| 21. Juni um 20:30 Uhr in Pretoria     |   |           |           |
| Italien                               | – | Brasilien | 0:3 (0:3) |
| 21. Juni um 20:30 Uhr in Rustenburg   |   |           |           |
| Ägypten                               | – | USA       | 0:3 (0:1) |

In Gruppe B schien es zwischen Brasilien und Weltmeister Italien nur um den Gruppensieg zu gehen. Doch Afrikameister Ägypten sorgte mit einem 1:0-Sieg gegen die Italiener für die erste Überraschung in diesem Turnier. Im letzten Spiel gegen Brasilien unterlag die Elf von Marcello Lippi überraschend deutlich mit 0:3. Die Vereinigten Staaten gewannen am letzten Spieltag mit 3:0 gegen Ägypten und sicherten sich somit, wenn auch mit brasilianischer Schützenhilfe, den Einzug ins Halbfinale.

## Finalrunde

### Halbfinale
|                                       |   |           |           |
| 24. Juni um 20:30 Uhr in Bloemfontein |   |           |           |
| Spanien                               | – | USA       | 0:2 (0:1) |
| 25. Juni um 20:30 Uhr in Johannesburg |   |           |           |
| Brasilien                             | – | Südafrika | 1:0 (0:0) |

Im ersten Halbfinalspiel war Spanien der klare Favorit. Doch ihre US-amerikanischen Kontrahenten standen kompakt und nutzten zwei Fehler in der spanischen Verteidigung effektiv aus. Der Europameister war zwar feldüberlegen, konnte jedoch keine seiner zahlreichen Chancen verwerten.
In der zweiten Halbfinalpartie spielte Gastgeber Südafrika gegen Brasilien überraschend stark. So erspielten sie sich gegenüber dem Rekordweltmeister eine Feldüberlegenheit und hatten einige Chancen, um zum Torerfolg zu kommen. Kurz vor Spielende sicherte Dani Alves mit einem direkten Freistoßtor den Sieg für die Brasilianer.

### Spiel um Platz 3
|                                     |   |           |                      |
| 28. Juni um 15:00 Uhr in Rustenburg |   |           |                      |
| Spanien                             | – | Südafrika | 3:2 n. V. (2:2, 0:0) |

Im Spiel um den dritten Platz traten der afrikanische Gastgeber und die Iberer an. Das Spiel beider Mannschaften litt die ersten 70 Minuten unter dem zähen Spielfluss. In der ersten Hälfte wurde dem Europameister ein regulärer Treffer wegen angeblichen Abseits aberkannt. Südafrika ging in der 73. Minute durch Mphela in Führung und hielt diese Führung bis zur 88. Minute. Es folgte eine ereignisreiche Schlussphase: Der eingewechselte Stürmer Daniel Güiza erzielte zunächst den Ausgleich und nur eine Minute später mit einem Schlenzer in den Torwinkel das 2:1 für Spanien. Doch in der 3. Minute der Nachspielzeit erzielte Mphela mit einem direkt verwandelten Freistoßtor das 2:2. In der Verlängerung hatten die Südafrikaner zunächst die besseren Gelegenheiten. Der entscheidende Treffer gelang jedoch dem spanischen England-Legionär Xabi Alonso mit einem Freistoß.

### Finale
|                                       |   |           |           |
| 28. Juni um 20:30 Uhr in Johannesburg |   |           |           |
| USA                                   | – | Brasilien | 2:3 (2:0) |

Im Finale standen sich der Nord- und Mittelamerikameister USA und der Südamerikameister Brasilien gegenüber. Dieses Duell gab es schon in der Vorrunde, wo die Brasilianer mit 3:0 siegten.
Im Endspiel gingen die US-Amerikaner jedoch durch eine Direktabnahme von Clint Dempsey in der 10. Minute in Führung. In der Folge hatten die Südamerikaner Schwierigkeiten ins Spiel zu finden, da die USA wie schon gegen Spanien sehr kompakt in der Defensive standen. Landon Donovan gelang ein Konter zum 2:0 in der 27. Minute. Gleich zu Beginn der zweiten Hälfte erzielte Luís Fabiano vom FC Sevilla per Drehschuss den Anschlusstreffer. Fabiano köpfte danach in der 74. Minute auch noch das 2:2. Zehn Minuten später brachte Lúcios Kopfballtor die Brasilianer in Führung, was schließlich auch den Endstand in dieser Partie bedeutete.

## Torschützenliste
| Rang | Spieler         | Tore |
| ---- | --------------- | ---- |
| 1    | Luís Fabiano    | 5    |
| 2    | Fernando Torres | 3    |
|      | David Villa     | 3    |
|      | Clint Dempsey   | 3    |
| 5    | Kaká            | 2    |
|      | Mohamed Zidan   | 2    |
|      | Giuseppe Rossi  | 2    |
|      | Daniel Güiza    | 2    |
|      | Katlego Mphela  | 2    |
|      | Bernard Parker  | 2    |
|      | Landon Donovan  | 2    |
| 12   | Mohamed Homos   | 1    |
|      | Mohamed Shawky  | 1    |
|      | Dani Alves      | 1    |

| Rang | Spieler           | Tore |
| ---- | ----------------- | ---- |
| 12   | Juan              | 1    |
|      | Lúcio             | 1    |
|      | Maicon            | 1    |
|      | Felipe Melo       | 1    |
|      | Robinho           | 1    |
|      | Daniele De Rossi  | 1    |
|      | Xabi Alonso       | 1    |
|      | Cesc Fàbregas     | 1    |
|      | Fernando Llorente | 1    |
|      | Jozy Altidore     | 1    |
|      | Michael Bradley   | 1    |
|      | Charlie Davies    | 1    |
|      | Andrea Dossena    | ET   |

## Auszeichnungen
Goldener Ball
Der „Goldene Ball“ für den besten Spieler des Turniers ging an den Brasilianer Kaká. Der „Silberne Ball“ ging an seinen Landsmann Luís Fabiano und der „Bronzene Ball“ an den US-Amerikaner Clint Dempsey.
Goldener Schuh
Der „Goldene Schuh“ für den besten Torschützen ging an den Brasilianer Luís Fabiano für seine fünf Turniertore. Der „Silberne Schuh“ ging an den Spanier Fernando Torres und der „Bronzene Schuh“ an den Spanier David Villa. Da beide gemeinsam mit dem US-Amerikaner Clint Dempsey die gleiche Toranzahl hatten, entschieden die Torvorlagen und danach die weniger absolvierten Spielminuten über die Rangfolge.
Goldener Handschuh
Den erstmals vergebenen „Goldenen Handschuh“ für die beste Torhüterleistung des Turniers erhielt der US-Amerikaner Tim Howard. Eine silberne und bronzene Trophäe wurden in dieser Kategorie nicht vergeben.
FIFA-Fair-Play-Trophäe
Den Fair-Play-Preis für sportlich korrektes Auftreten auf dem Rasen und außerhalb des Rasens erhielt die brasilianische Fußballnationalmannschaft.

## Schiedsrichter
Im Mai 2009 nominierte FIFA 9 Schiedsrichter-Trios, die die Spiele leiten sollten. Vor Turnierbeginn mussten die Teams um Carlos Batres (Guatemala) und Carlos Amarilla (Paraguay) ihre Teilnahme verletzungsbedingt absagen. Dafür wurden mit den Gespannen um Benito Archundia und Pablo Pozo jeweils ein Team aus der entsprechenden Konföderation nachnominiert.
| Kontinentalverband | Schiedsrichter   | Schiedsrichter-Assistenten          |
| ------------------ | ---------------- | ----------------------------------- |
| AFC                | Matthew Breeze   | Matthew Cream Ben Wilson            |
| CAF                | Coffi Codjia     | Komi Konyoh Alexis Fassinou         |
| CONCACAF           | Benito Archundia | Marvin Torrentera Héctor Vergara    |
| CONMEBOL           | Pablo Pozo       | Patricio Basualto Francisco Mondria |
| CONMEBOL           | Jorge Larrionda  | Pablo Fandiño Mauricio Espinosa     |
| OFC                | Michael Hester   | Jan Hendrik-Hintz Mark Rule         |
| UEFA               | Howard Webb      | Peter Kirkup Mike Mullarkey         |
| UEFA               | Martin Hansson   | Henrik Andrén Fredrik Nilsson       |
| UEFA               | Massimo Busacca  | Matthias Arnet Francisco Buragina   |